# Aubon (Ardecha)
Albon-d'Ardèche és un municipi francès situat al departament de l'Ardecha i a la regió d'Alvèrnia-Roine-Alps. L'any 2007 tenia 159 habitants.

## Demografia

### Població
El 2007 la població de fet d'Albon-d'Ardèche era de 159 persones. Hi havia 68 famílies de les quals 36 eren unipersonals (24 homes vivint sols i 12 dones vivint soles), 20 parelles sense fills, 8 parelles amb fills i 4 famílies monoparentals amb fills.
La població ha evolucionat segons el següent gràfic:
Habitants censats

### Habitatges
El 2007 hi havia 211 habitatges, 84 eren l'habitatge principal de la família, 92 eren segones residències i 36 estaven desocupats. 191 eren cases i 18 eren apartaments. Dels 84 habitatges principals, 62 estaven ocupats pels seus propietaris, 18 estaven llogats i ocupats pels llogaters i 3 estaven cedits a títol gratuït; 5 tenien dues cambres, 13 en tenien tres, 22 en tenien quatre i 43 en tenien cinc o més. 50 habitatges disposaven pel capbaix d'una plaça de pàrquing. A 42 habitatges hi havia un automòbil i a 25 n'hi havia dos o més.

### Piràmide de població
La piràmide de població per edats i sexe el 2009 era:
| Homes | Edats   | Dones |
| ----- | ------- | ----- |
| 0     | 95 o +  | 0     |
| 0     | 90 a 94 | 0     |
| 8     | 85 a 89 | 12    |
| 4     | 80 a 84 | 0     |
| 8     | 75 a 79 | 8     |
| 0     | 70 a 74 | 8     |
| 0     | 65 a 69 | 0     |
| 24    | 60 a 64 | 16    |
| 4     | 55 a 59 | 4     |
| 0     | 50 a 54 | 0     |
| 4     | 45 a 49 | 0     |
| 8     | 40 a 44 | 0     |
| 12    | 35 a 39 | 0     |
| 20    | 30 a 34 | 12    |
| 8     | 25 a 29 | 8     |
| 4     | 20 a 24 | 0     |
| 0     | 15 a 19 | 0     |
| 0     | 10 a 14 | 0     |
| 4     | 5 a 9   | 0     |
| 0     | 0 a 4   | 4     |

## Economia
El 2007 la població en edat de treballar era de 84 persones, 57 eren actives i 27 eren inactives. De les 57 persones actives 50 estaven ocupades (32 homes i 18 dones) i 7 estaven aturades (5 homes i 2 dones). De les 27 persones inactives 13 estaven jubilades, 5 estaven estudiant i 9 estaven classificades com a «altres inactius».

### Ingressos
El 2009 a Albon-d'Ardèche hi havia 80 unitats fiscals que integraven 144 persones, la mediana anual d'ingressos fiscals per persona era de 11.701 €.

### Activitats econòmiques
Dels 13 establiments que hi havia el 2007, 1 era d'una empresa extractiva, 1 d'una empresa alimentària, 1 d'una empresa de fabricació de material elèctric, 1 d'una empresa de fabricació d'altres productes industrials, 3 d'empreses de construcció, 1 d'una empresa de transport, 3 d'empreses d'hostatgeria i restauració, 1 d'una empresa immobiliària i 1 d'una empresa de serveis.
Dels 4 establiments de servei als particulars que hi havia el 2009, 1 era un paleta, 1 fusteria, 1 lampisteria i 1 restaurant.
L'únic establiment comercial que hi havia el 2009 era una fleca.
L'any 2000 a Albon-d'Ardèche hi havia 17 explotacions agrícoles que ocupaven un total de 360 hectàrees.

## Equipaments sanitaris i escolars
El 2009 hi havia una escola elemental integrada dins d'un grup escolar amb les comunes properes formant una escola dispersa.

## Poblacions més properes
El següent diagrama mostra les poblacions més properes.